# Aghione
Aghione (korsisch: Aghjone) ist eine Gemeinde mit 246 Einwohnern (Stand 1. Januar 2022) im Département Haute-Corse auf der französischen Insel Korsika.

## Geografie
Aghione liegt im Tal des Flusses Tagnone, auf einer Höhe von 60 Metern über dem Meeresspiegel, im Osten von Korsika, 59 Kilometer nordöstlich von Ajaccio, der Hauptstadt der Region Korsika, und 9,3 Kilometer westlich von Aléria. Weitere Nachbargemeinden sind Casevecchie und Lugo-di-Nazza. Das Gemeindegebiet hat eine Fläche von 33,88 Quadratkilometern.

## Geschichte
Die Gemeinde Aghione wurde 1864 aus Ortsteilen der Gemeinden Vivario und Vezzani gebildet.

### Einwohnerentwicklung
| Jahr      | 1962 | 1968 | 1975 | 1982 | 1990 | 1999 | 2007 | 2016 |
| --------- | ---- | ---- | ---- | ---- | ---- | ---- | ---- | ---- |
| Einwohner | 87   | 93   | 279  | 317  | 282  | 245  | 234  | 238  |

## Wirtschaft
1975 haben sich die 31 Winzer zu einer Genossenschaft zusammengeschlossen. Die Weinberge der Genossenschaft sind 850 Hektar groß, ihr Boden ist reich an Tonmineralen und Kalkstein, enthält aber auch Schluff, roten Sand und Kies. Die Genossenschaft stellt Weißweine der Rebsorten Vermentinu, Chardonnay, Muscat d’Alexandrie, Gelber Muskateller und Chenin Blanc her, sowie Rotweine der Rebsorten Niellucciu, Sciaccarelu, Spätburgunder, Merlot, Syrah, Cinsault und Grenache. Das Klima ist sonnig und geprägt durch die Nähe des Meeres und die Barriere der Berge.
Außerdem gibt es in Aghione einen Betrieb, der Ätherische Öle von Rosmarin, Schopf-Lavendel, Myrte, Italienischer Strohblume, Möhren, Fenchel, Mastixstrauch, Klebrigem Alant und Eukalyptus aus Wildpflanzen und biologisch angebauten Pflanzen herstellt. Die Öle werden hauptsächlich auf lokalen Märkten verkauft.
In einer ortsansässigen Molkerei wird korsischer Ziegenkäse, Brocciu und Venachese (Venaco), hergestellt. Die Ziegenzucht und die Käserei können besichtigt werden. Die Käse werden von Januar bis August in der Käserei und auf dem Wochenmarkt in Bastia verkauft.
Dann gibt es noch eine Genossenschaft von Obstbauern, die ihren Sitz allerdings in Ghisonaccia hat. Die Genossenschaft entstand 1987 und umfasst über 50 Betriebe. Die Genossenschaft stellt Trockenpflaumen her.
Auf dem Gemeindegebiet gelten kontrollierte Herkunftsbezeichnungen (AOC) für Brocciu, Honig (Miel de Corse – Mele di Corsica), Olivenöl (Huile d’olive de Corse – Oliu di Corsica) und Wein (Vin de Corse oder Corse blanc, rosé oder rouge) sowie geschützte geographische Angaben (IGP) für Clementinen (Clémentine de Corse) und Wein (Ile de Beauté blanc, rosé oder rouge und Méditerranée blanc, rosé und rouge).

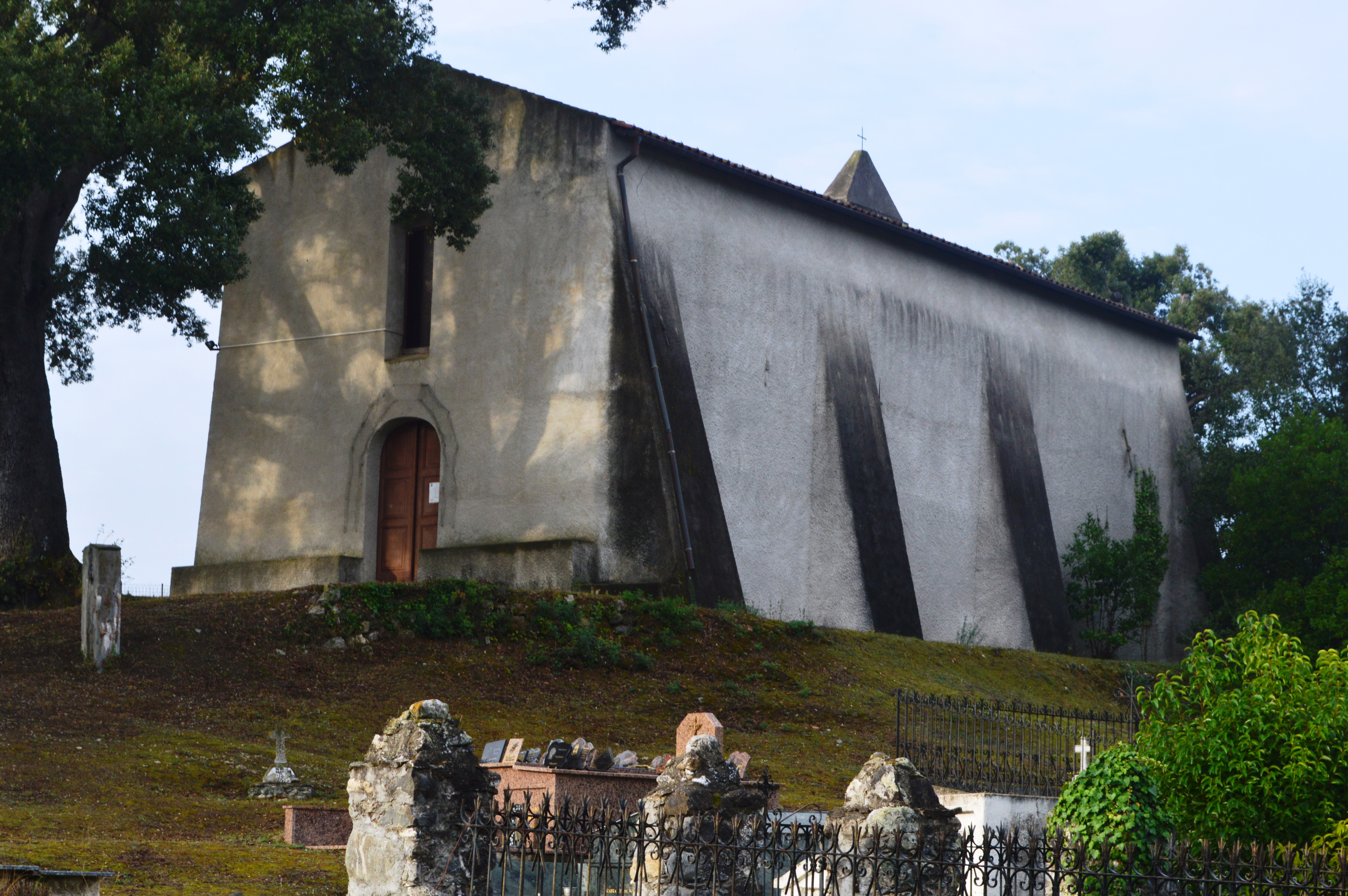
Kirche Saint-Philippe